# Indukcijska konstanta
Indukcíjska konstánta (oznaka μ0) je ena osnovnih fizikalnih konstant. Njena vrednost, izražena z enotami SI, je po definiciji enaka: 
{\displaystyle \mu _{0}=4\pi \cdot 10^{-7}{\frac {\mathrm {Vs} }{\mathrm {Am} }}\approx 1,25664\cdot 10^{-6}{\frac {\mathrm {Vs} }{\mathrm {Am} }}\!\,.}
Imenuje se tudi permeabilnost praznega prostora, oziroma vakuumska permeabilnost, in magnetna konstanta. V praznem prostoru (zveza velja precej natančno tudi v zraku) je indukcijska konstanta sorazmernostni faktor med gostoto (B) in jakostjo (H) magnetnega polja:
{\displaystyle {\vec {\mathbf {B} }}=\mu _{0}{\vec {\mathbf {H} }}\!\,.}